# Tyler Cook
Tyler Cook (ur. 23 września 1997 w Saint Louis) – amerykański koszykarz, występujący na pozycji silnego skrzydłowego, od 2023 zawodnik S.E. Melbourne Phoenix.
W 2015 zdobył brązowy medal, podczas turnieju Nike Global Challenge.
13 sierpnia 2019 podpisał umowę z Denver Nuggets. 16 października opuścił klub w trakcie obozu przygotowawczego. 2 dni później dołączył do Cleveland Cavaliers. 6 stycznia 2020 opuścił klub. Dwa dni później podpisał nową, 10-dniową umowę z Cavaliers i od razu został przypisany ponownie do Canton Charge. 20 stycznia zawarł kolejny 10-dniowy kontrakt. 31 stycznia zawarł kontrakt z Canton Charge.
30 czerwca 2020 zawarł umowę z Denver Nuggets na występy zarówno w NBA, jak i G-League. 2 grudnia dołączył do obozu szkoleniowego Minnesoty Timberwolves. 19 grudnia został zwolniony.
24 lutego 2021 podpisał 10-dniowy kontrakt z Brooklyn Nets. Po jego wygaśnięciu opuścił klub.
18 marca 2021 zawarł 10-dniową umowę z Detroit Pistons. 28 marca podpisał kolejny, identyczny kontrakt. 31 lipca opuścił klub. 8 września 2021 został zawodnikiem Chicago Bulls. 11 września 2023 dołączył do australijskiego S.E. Melbourne Phoenix.

## Osiągnięcia
Stan na 7 października 2023, na podstawie, o ile nie zaznaczono inaczej.
NCAA
- Uczestnik turnieju NCAA (2019)
- Laureat Kenny Arnold Hawkeye Spirit Award (2018)
- Zaliczony do:
  - I składu:
    - turnieju 2K Empire Classic (2019)
    - najlepszych pierwszorocznych zawodników Big 10 (2017)

  - III składu Big 10 (2019)
  - składu honorable mention Big 10 (2018)

Indywidualne
- Zaliczony do III składu NBA G League (2021)[18]
- Uczestnik meczu gwiazd NBA G League Next Up Game (2023)